# Giovanni Battista Vivaldi
Giovanni Battista Vivaldi est un violoniste et compositeur italien, né à Brescia en 1655 et mort à Venise en 1736. Il est le père du compositeur Antonio Vivaldi.

## Biographie
Après la mort de son père, tailleur à Brescia, Giovanni Battista Vivaldi s'installe à Venise avec sa mère en 1666, où il devient barbier.
En 1676, il épouse Camilla Calicchio avec laquelle il a neuf enfants, dont le premier-né est Antonio. Parallèlement à sa carrière de barbier, il commence sa carrière de violoniste.
Ainsi, le 23 mars 1685, il est engagé à la Basilique Saint-Marc avec le nom de famille Rossi et devient la même année l'un des membres fondateurs du «Sovvegno dei musicisti».
Il est un musicien hautement estimé, au point que son nom apparaît pendant plusieurs années dans un Guida dei Forestieri en Venezia (guide de Venise pour les étrangers) de  Vincenzo Coronelli.
Le 30 septembre 1729, il est autorisé à quitter le poste de violoniste pendant plus d'un an pour accompagner son fils Antonio en Allemagne.
Au cours de sa vie, Giovanni Battista travaille en étroite collaboration avec son fils. Il figure également parmi ses principaux copistes entre le milieu des années 1710 et le milieu des années 1730.
Il est probablement aussi compositeur puisqu'entre 1688 et 1689, un certain Giovanni Battista Rossi est actif dans les théâtres vénitiens. Par conséquent, il aurait pu composer l'œuvre La fedeltà sfortunata (en français : Malheureuse loyauté).